# Mirror Ball
Mirror Ball è un album di Neil Young e dei Pearl Jam, pubblicato nel 1995.
Per motivi contrattuali decisi dalla loro casa discografica (la Epic Records), i Pearl Jam non sono presenti in copertina, ma solo accreditati come musicisti del disco. Nelle stesse sessioni si registrò un EP con due canzoni uscito a nome dei Pearl Jam, intitolato Merkin Ball.
L'album fu il più grande successo commerciale di Neil Young dai tempi di Harvest, raggiungendo il quinto posto nelle classifiche statunitensi, probabilmente grazie alla presenza del gruppo di Seattle.

## Descrizione
È il disco che celebra l'unione tra il padre nobile del genere grunge ed i suoi allievi, che si erano già incontrati per suonare assieme diverse volte.
Le tematiche trattate nei brani sono sociopolitiche, da sempre care ad entrambi gli artisti.
Lo stile del disco è quello di un rock tradizionale senza sperimentazioni o innovazioni di rilievo, comunque potrà essere sicuramente apprezzato dagli amanti del rock classico oltre che dai fan dei due artisti.

## Tracce
Tutti i brani sono stati composti da Neil Young, tranne Peace and Love (Young, Vedder).
1. Song X – 4:40
2. Act of Love – 4:54
3. I'm the Ocean – 7:05
4. Big Green Country – 5:08
5. Truth Be Known – 4:39
6. Downtown – 5:10
7. What Happened Yesterday – 0:46
8. Peace and Love – 7:02
9. Throw Your Hatred Down – 5:45
10. Scenery – 8:50
11. Fallen Angel – 1:15

## Formazione
- Neil Young - chitarra elettrica, chitarra acustica, organo, voce
- Jeff Ament - basso
- Stone Gossard - chitarra elettrica
- Mike McCready - chitarra elettrica
- Jack Irons - batteria
- Eddie Vedder - voce
- Brendan O'Brien - chitarra, pianoforte, voce